# Lonchoptera gutianshana
Espèce
Lonchoptera gutianshana est une espèce de diptères de la famille des Lonchopteridae.

## Systématique
Le nom valide complet (avec auteur) de ce taxon est Lonchoptera gutianshana Yang (d), 1995.